# Emilio Körner
Emilio Körner Henze (Wegwitz, 10 de octubre de 1846—Berlín, 25 de marzo de 1920) fue un militar alemán partícipe de la guerra austro-prusiana, guerra franco-prusiana y la guerra civil chilena de 1891. Fue comandante del Ejército de Chile con el grado de inspector general desde 1900 a 1910, el cual fue el responsable de modernizar el Ejército de Chile bajo una doctrina prusiana.

## Biografía

### Primeros años
Emil Theodor Körner (o Koerner) Henze nació el 10 de octubre de 1846 en Wegnitz, en el distrito de Merseburg, provincia de Sajonia del Reino de Prusia,  hijo de Ludwig Körner y Alwina Henze, siendo bautizado en la fe luterana por ser la religión de sus dos progenitores. Desde su más temprana niñez fue educado bajo los rígidos preceptos prusianos, lo que le daría un sinnúmero de frutos en su vida.
Sus primeros pasos escolares los daría entrando al colegio de la ciudad de Halle en la misma provincia de Sajonia, del que se graduó como Bachiller en 1866 con notas sobresalientes. Ese año ya se revelaba su fuerte personalidad, que acompañaba de gran fuerza física y una ruda apariencia, pero esa apariencia albergaba a un joven generoso y de bondad natural.

### Carrera en Alemania
Ingresó al ejército prusiano como aspirante a Oficial mientras se materializaban las campañas de la guerra austro-prusiana de 1866, siendo admitido como aspirante a Oficial en el Regimiento de Artillería n.º 4 de Magdeburg, sin rendir los exámenes de ingreso debido a sus excelentes notas. En ese puesto participó  ese mismo año en la campaña de Austria, pero no alcanzó a tomar parte en las operaciones pues aunque su unidad se trasladó rápidamente al teatro de operaciones, a causa del rápido desenlace de esa guerra y del triunfo prusiano en Sadowa, su refuerzo ya no era requerido y se recibió contraorden de marcha, volviendo a su guarnición.
En 1867 fue ascendido a portaestandarte y posteriormente ingresó como Cadete a la Escuela Militar de Hannover en el estado del mismo nombre que ese año había sido anexado a Prusia, donde prosiguió sus estudios militares, destacando en ciencias militares, mostrando además gran resistencia física y una capacidad de trabajo superior a sus condiscípulos.
En 1868 fue ascendido a Alférez y continuó sus estudios en la Escuela de Artillería e Ingenieros de Charlottenburg en Berlín, donde destacó por sus resultados docentes. Desde allí egresó en 1870 con el grado de Teniente 2.º, año en que participó en la Guerra Franco - Prusiana.
En las campañas de la guerra franco-prusiana, a pesar de sus pocos años de servicios, se destacó como Comandante de una Batería, sobresaliendo por su actuación en las batallas de Wörth, Sedán y en el sitio de París, donde fue herido varias veces. Por estas acciones por las que se le concedió la Cruz de Hierro de segunda clase y la medalla conmemorativa de la campaña.
Terminada la campaña reingreso a la Escuela de Artillería de Charlottenburg para completar sus estudios. Desde 1872 se desempeñó con el grado de Teniente 1.º en el Regimiento de Artillería n.º 14, desde donde fue destinado a la Academia de Guerra Imperial de Berlín en 1873. Allí realizaría sus estudios de oficial de Estado Mayor desde 1873 a 1876, ocupando el tercer puesto, siendo el primer lugar de su promoción Paul von Hindenburg, el vencedor de Tannenberg y Lagos Masurianos, y el segundo lugar Jakob Meckel, el exitoso reorganizador del Ejército Imperial Japonés a fines del siglo XIX.
Además de cursar su pasantía en la academia, por orden del alto mando desempeñó comisiones de servicio en el Regimiento de Infantería N°71 en 1874 y al Regimiento de dragones n.º 6 en 1875.
Terminados sus estudios en la Academia, en el año 1877 fue elegido y comisionado por el Jefe del Gran Estado Mayor, el Mariscal de Campo Helmuth von Moltke, para hacer viajes de estudio en Francia, Italia, España, África y Rusia, hasta 1878.
En el año de 1881 fue ascendido al grado de Capitán y destinado como profesor de la Escuela de Artillería e Ingenieros, realizando aulas de Historia Militar, Hoplologia, Táctica y Balística entre 1882 y 1885, siendo nuevamente destacado por su desempeño.

### Planes de modernización del Ejército de Chile

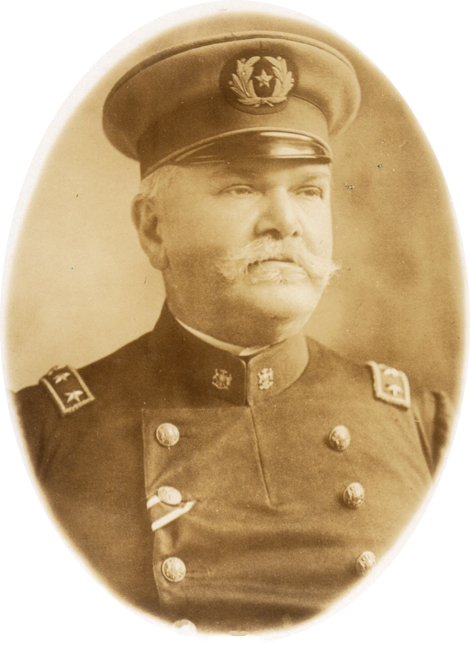
Emilio Körner como General del Ejército de Chile.

Recién terminada la guerra del Pacífico, el presidente Domingo Santa María, sobre la base de las experiencias bélicas vividas en el conflicto, estimó que el Ejército necesitaba modernizarse y reorganizarse tomando por modelo algún ejército europeo. El Gobierno puso sus miradas en Alemania, cuyo prestigio militar se presentaba como el cenit de la experiencia bélica después de las campañas contra Austria y Francia. Además, el Gobierno chileno ya había conocido el progreso general del sur del país, gracias a la Colonización alemana, lo que era una muestra clara de la capacidad germana. El análisis de las operaciones militares de la guerra del Pacífico demostró el escaso valor militar del ejército chileno, estimulando su modernización. A pesar del triunfo, se estableció que sus operaciones no estaban de acuerdo con los adelantos que los elementos bélicos habían alcanzado en esa época. Incluso el historiador Gonzalo Bulnes sostenía que el país no había contado con un verdadero ejército, siendo éste un ejército anticuado, a nivel de las guerras comienzos del siglo XIX.
La embajada en Berlín a cargo de Guillermo Matta, cumpliendo instrucciones del Gobierno, contactó al Ejército alemán y bajo autorización del Mariscal von Moltke, por intermedio del ministro de Guerra, General Bronsart von Schellendorf, en 1885 y tras tres años de negociaciones, contrató los servicios de un capitán prusiano de artillería, que en ese momento se encontraba destinado en la Escuela de Artillería e Ingenieros de Charlottenburg, Emil Körner, que destacaba por sus brillantes antecedentes y por su gran experiencia bélica, bajo el concepto de que debía materializar en Chile las reformas necesarias para transformar su ejército en un espejo prusiano, trabajo pactado a 5 años, con renovación de contrato. Es importante destacar que la solicitud de incorporación de un oficial alemán fue solicitada al supremo gobierno por el general Emilio Sotomayor y el almirante Patricio Lynch específicamente para reformar el sistema militar.
Un hecho que destaca la honorabilidad y el valor que tenía su palabra era que mientras el capitán Körner alistaba sus cosas para viajar a Chile, una delegación de China le ofreció el puesto de jefe de Estado Mayor de su país, efectuándole halagadoras ofertas, pero como el compromiso con Chile había sido firmado, se negó a romper su contrato y agradeciendo a la legación China, rechazó su propuesta.

### Cambia de bando

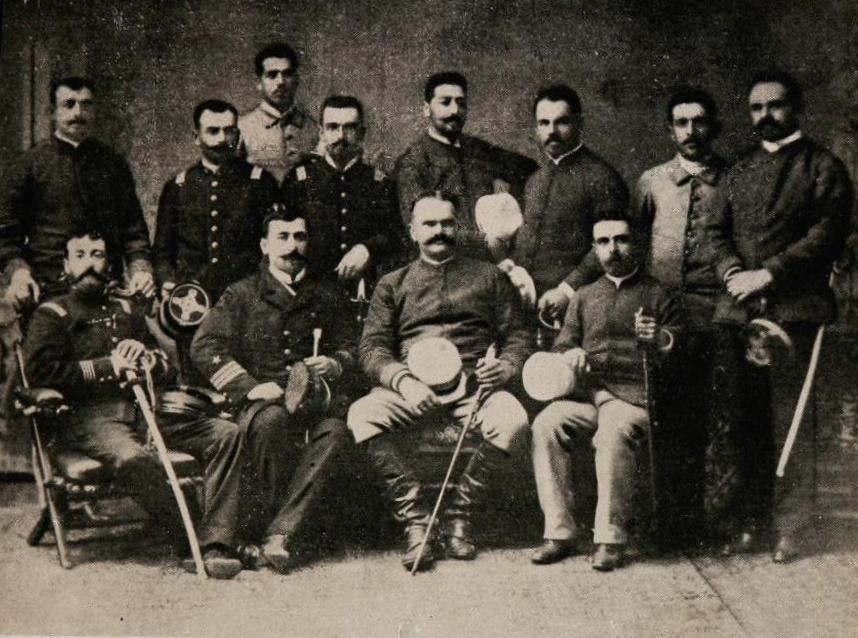
El entonces teniente coronel Emilio Körner y personal del Estado Mayor Congresista (1891).

La guerra civil de 1891, fue un conflicto de poderes entre el presidente de la república y el parlamento en torno (inicialmente) de la interpretación de la constitución, y constituyó el marco de la primera intervención política del cuadro de oficiales educados por el general Körner a la usanza prusiana.
Las Instituciones de defensa de la República de Chile se adhirieron a uno u otro bando, pero hubo disidentes quienes siguieron sus ideologías particulares sin permitir que la ideología institucional interfirieran en sus convicciones personales y particulares, siendo uno de estos el ahora teniente coronel del ejército de Chile Emil Körner, principalmente por las desavenencias que tenía con los oficiales veteranos de la guerra del Pacífico, que se resistían a sus modificaciones pues creían que la modernización podía desplazarlos de las jefaturas, a corto plazo.
Los jefes de alto rango del Ejército, insistían en que era incompatible con la disciplina que los subalternos supieran más que sus superiores y que por tanto no había puestos que dar a los alumnos que iban a salir de la Academia de Guerra, y pedían la supresión de ese establecimiento. El presidente Balmaceda se encontró entre dos fuegos, pues no podía enemistarse con los jefes del ejército que lo apoyaban lealmente en su política nacionalista, y aunque apreciaba los puntos de vista de los jóvenes oficiales, desatendió sus quejas, lo que los empujó a intervenir contra Balmaceda tomando partido por el parlamento, entre ellos también estaba su instructor, Emilio Körner quien los comenzó a organizar, lo que alentó aún más las deserciones. Körner decidió integrarse al Ejército Congresista, bajo severas amenazas del gobierno de un proceso en la Justicia Militar y se declaró nulo su contrato, comunicando esto al embajador alemán en Santiago, Barón Félix von Gutschmid.
El 5 de mayo de 1891 parte desde Valparaíso con un grupo de oficiales – alumnos de la Academia de Guerra del Ejército hacia Iquique, donde es gratamente recibido e integrado a las fuerzas Congresistas con su mismo grado de Teniente coronel. Estas fuerzas estaban dirigidas por el coronel Estanislao del Canto, quien le entregó la misión de organizar el incipiente ejército revolucionario en calidad de jefe de Estado Mayor. Aquí desplegaría toda su iniciativa y conocimientos instruyendo a la bisoña tropa que los revolucionarios trasladaban desde todo rincón de Chile y asentaban en Iquique, debiendo apertrecharlos e instruirlos, debiendo aleccionar también a los mandos militares en este nuevo tipo de guerra europea.  Según lo expresó el coronel del Canto, la labor activa y perseverante de Körner, dio un gran impulso a la formación y organización de las tropas congresistas.
La guerra realizada con esta tropa bien instruida se desarrolló en buena forma para el congreso y le abrió las puertas de la zona central, hacia donde trasladó sus fuerzas para dar el golpe de gracia al gobierno del presidente Balmaceda. El recién nombrado Coronel Körner (1 de julio) planificó y materializó un desembarcó al norte de Concón con un acercamiento por medio de columnas hacia las posiciones adversarias.
El 26 de agosto de 1891 se desarrolló la batalla de Concón, donde además de desempeñarse como jefe de Estado Mayor, a Körner se le entregó el mando de la primera brigada y le correspondió efectuar el ataque por el ala Oeste del dispositivo ofensivo, unidad que cruzó el río Aconcagua a las 11:25 a. m. con el propósito de brindar seguridad para el cruce de las 2.ª y 3.ª brigadas que lo harían entre 7 a 8 km hacia el este por otros vados, La oposición de las tropas balmacedistas no fue la que se esperaba, esta no aprovechó los obstáculos naturales que le ofrecía el terreno (río Aconcagua y quebrada Petra) logrando rápidamente dispersar a las fuerzas del ejército constitucional, lo que le valió grandes alabanzas por su valentía. Su participación en la refriega se extendió hasta el fin de la batalla a eso de las 15:30 aprox., donde comenzó inmediatamente a organizar las fuerzas congresistas para enfrentar lo que se venía, pues se dio cuenta de que la batalla de Concón no había sido decidora, muchas fuerzas balmacedistas habían huido y sus comandantes las guiaban hacia la retaguardia con el propósito de reorganizarse, por lo que preparó un nuevo enfrentamiento, reorganizó las fuerzas congresistas y se aprestó a librar la próxima batalla.
Dos días después se libró la batalla de Placilla, que fue una continuación de la de Concón y conforme a la planificación, el ataque principal debía materializarse sobre la derecha de las tropas de gobierno, por parte de dos brigadas de constitucionales. En esta ocasión Körner, en su calidad de jefe de Estado Mayor debía de mantenerse con el Comandante de las fuerzas (E. del Canto).
El ataque se inició a las 07:30 de la mañana, sin contratiempos. El Coronel del Canto dirigía las tropas desde una altura y dispuso el apoyo de la primera división (que iba en vanguardia) por parte de la 3.ª División. En ese momento fue avisado que el coronel Körner había tomado el mando de la 3.ª y se había empeñado en combate, alterando el dispositivo, lo que al parecer habría puesto en peligro el ataque, pero esta situación fue subsanada con una eficaz carga de caballería que puso a los presidencialistas en fuga. Su carácter demasiado impetuoso lo había traicionado, lo que esta vez le valió ácidas críticas (“carácter débil, criterio iluso”) por parte de su Comandante en Jefe, pero estas mismas fueron desechadas en vista del resultado de la batalla.
Placilla fue un éxito rotundo y deshizo cualquier intento de defensa posterior. Los óptimos resultados obtenidos fueron principalmente a causa de la calidad de los mandos, siendo una sorpresa para las fuerzas militares leales al Gobierno de Balmaceda, que se confiaron de su experiencia obtenida con el éxito en la guerra del Pacífico, con el empleo de moderno material bélico, pero con tácticas, técnicas y procedimientos obsoletos que datan de la época de Napoleón Bonaparte, con una evidente preparación profesional anticuada, frente a un ejército modernizado en armamento y tácticas de guerra, con mandos entrenados y jefes competentes.
Tras estas cruentas batallas, se ocupó Santiago y se materializó la elección como presidente del Capitán de Navío Jorge Montt que reemplazó al General Manuel Baquedano, quien había sido nombrado Presidente Provisional por Balmaceda, el que se suicidó en la Legación Argentina de Santiago. A su vez, Estanislao del Canto sería relegado a segundo plano por representar un peligro político y a Körner se le entregarían todos los honores por la victoria. Lentamente la tranquilidad volvería a Chile.

### Después de la guerra Civil
Finalizada la guerra civil, el triunfante parlamento honró a Körner con el grado de General de Brigada y lo incorporó al cuadro del ejército nombrándolo Jefe del Estado Mayor General, reiniciando inmediatamente sus reformas institucionales. Pese a esto, el congreso no apoyó totalmente sus planes de modernización y los limitó por miedo a un poder que los contrapesara y también por el hecho de que el nuevo gobierno se consolidaba lentamente, debido al desorden de tipo político, económico, social y militar, propio al término de una guerra civil, logrando Körner como hito de este período, la reorganización de la Guardia Nacional en septiembre de 1892 y pese a su alto cargo en el Ejército, su amor por la enseñanza lo condujo a continuar con la instrucción de los oficiales y volvió a la Academia de Guerra como profesor, realizando una serie de escritos de temática militar entre los que destaca el “Estudio sobre Historia Militar”, realizado en colaboración con Jorge Boonen.
Si bien antes el general Körner había sido amonestado por la gran Alemania debido a su participación en la guerra civil de un país cuyo gobierno lo había contratado, ese año de 1892 el káiser le otorgó la Cruz del Águila Roja de segunda clase por llevar a su tropa al triunfo en la revolución. Posteriormente también le entregaría en 1898 una medalla conmemorativa.
En 1894 volvió a Alemania, en comisión de servicio para el Ejército de Chile para supervisar la construcción y recepción de las baterías de costa y artillería de campaña Krupp para el ejército, volviendo a Chile el año siguiente, junto a otros 32 oficiales instructores alemanes a petición del supremo gobierno, los que fueron repartidos en los establecimientos militares de enseñanza y en los cuerpos de tropas, adaptando al ejército a las exigencias de la guerra moderna, conforme las experiencias obtenidas en las guerras europeas, todo ello con la venia del káiser Wilhelm II. A su regreso en 1895, sería nombrado General de División.

### Crisis fronteriza con la República Argentina

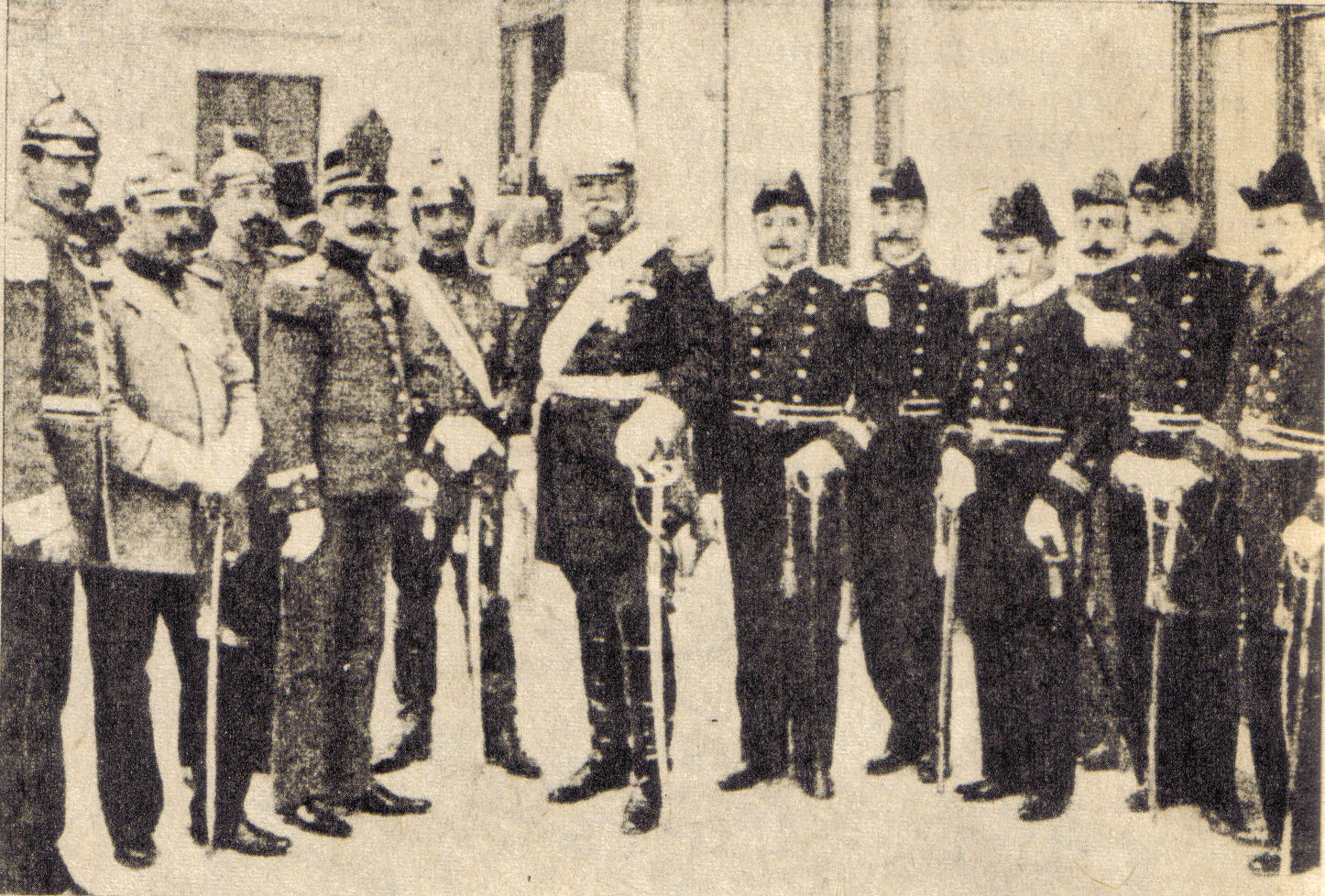
Emilio Körner (al centro), poco antes de dirigir la parada militar de 1907, con delegados del Ejército y la Marina Argentina, y oficiales chilenos.

Durante la década de 1890, el gobierno de Chile comenzó a tomar previsiones ante posibles desavenencias y un probable conflicto fronterizo con Argentina, con motivo de la problemática territorial y posterior laudo arbitral por los territorios comprendidos por la Puna de Atacama y por el lago Lácar.  Estas previsiones para la defensa de los intereses nacionales fueron decididas en reuniones secretas de gabinete entre el presidente de la república y sus ministros, a partir de enero de 1898 y durante varios meses. A estas reuniones fue invitado el jefe del Estado Mayor, general del Ejército y comandante general de Armas del Ejército (desde 1897), general de División Emilio Körner quien tuvo una participación vital en este reunión e indicó que el Ejército de Chile aún no estaba listo para enfrentar este conflicto, tanto en preparación como en armamentos y aconsejó la compra de equipos militares y material bélico para un ejército de ciento cincuenta mil hombres. Esta proposición fue aceptada por el gobierno y se empezó un periodo de disciplina fiscal y de créditos en el exterior, que hicieran posible esta adquisición, la que sería crítica en este temido enfrentamiento.
Así, debido al agravamiento de problemas limítrofes que existían a causa de la aún deficiente demarcación, el Gobierno levantó las restricciones que le había impuesto al General Körner para la ansiada reorganización del Ejército, por lo que el general reinició sus cambios estructurales, y estableció un servicio militar obligatorio a la usanza europea, lo que en su tiempo fue un gran avances para la institución y una medida de crecimiento para la juventud.
Como otra medida para acelerar el proceso de prusianización realizado por Körner, se enviaron comisiones de Oficiales de Ejército a recibir instrucción militar en Alemania y desde 1895 las escuelas y la Academia de Guerra del Ejército pasaron a tener profesores casi exclusivamente alemanes, los que lograron eficazmente su cometido, siendo este éxito destacado a nivel internacional.
Felizmente, la guerra de Chile con Argentina no acontecería gracias a la vocación de paz de ambas naciones.
COMISIONES DE SERVICIO Y COMANDANCIA DEL EJÉRCITO
En febrero del año 1900, el Gral. Körner volvió comisionado a Alemania para adquirir el armamento que su Ejército de Chile requería y a su llegada de Europa lo esperaba una multitud de más de diez mil personas que lo recibieron con vítores y fanfarrias, demostrando el cariño que el oficial alemán se había ganado de los chilenos.
En 1901 participó en el congreso científico de Montevideo, conquistando una reputación de erudito más allá de los conocimientos militares que el general poseía.
En virtud de sus méritos y carrera en 1904 se le distingue como inspector general del Ejército, que es el equivalente al actual comandante en jefe y si bien en este puesto ya no desempeñaría funciones relativas al proceso de germanización del Ejército, este causa ya había sido enteramente abrazada por sus antiguos discípulos y hasta se encontraba en una fase de radicalización, lo que se refleja en la disposición del gobierno para la materialización de la contratación de Oficiales Jefes alemanes para puestos en el Estado Mayor General Chileno.
En abril del año 1909, el general Körner ya contando con 64 años, tramita su separación de la institución y con fecha 19 de abril de 1910, se le concede el retiro absoluto habiendo servido a Chile por 25 años.
El joven capitán Körner llegó a Chile buscando emular a su propia institución castrense en las tierras americanas. Con gran esfuerzo y largo tiempo de preparación, lo que buscaba fue encontrado y consiguió formar a un ejército profesional, espejo del prusiano y al momento de su retiro dejó en Chile a la fuerza mejor equipada y preparada de América Latina, basada en el orden, la disciplina y la planificación alemana, en amalgama al valor y empeño chileno.

## Fallecimiento
Luego de su retiro, ese mismo año de 1910 vuelve a Alemania con su mujer Matilde Yunge y con sus tres hijos, dos varones y una mujer, fijando su residencia en la capital del Imperio Alemán, Berlín. De esta descendencia en el archivo alemán solo figuran los nombres de sus hijos Alberto Körner Yunge, quien permanecería en Europa, Emilio Körner Yunge y su hija María Körner Yunge, quienes volverían a Chile algunos años después.
En marzo de 1920, es recibido en la capital un cable desde Berlín que anunciaba la triste noticia de que el 23 de ese mes, el general de división Emilio Körner Henze había fallecido producto de un accidente cerebrovascular, siendo posteriormente sepultado en una tumba en Berlín. Los estandartes de todas las unidades del Ejército chileno, se inclinaron en señal de respetuoso duelo. Virginio Figueroa señala en su obra “Cuando ocurrió su muerte, todos reconocieron sus méritos, su gran corazón y bondadosos sentimientos”, haciendo eco del sentir nacional.
Por voluntad póstuma del general, su esposa, secundada por el gobierno de Chile, gestionó y logró la repatriación de los restos mortales del General a su patria adoptiva. Fue trasladado por medio del vapor Altmark en 1924, hasta Valparaíso, a los cuatro años de su fallecimiento, llegando a Chile el 25 de julio de 1924. Fue sepultado en el mausoleo del ejército en forma momentánea, recibiendo una serie de discursos y sinceras muestras de aprecio.
Finalmente en 1928 el gobierno de Chile le brinda un magnífico mausoleo en el cementerio general, construido por el prestigioso arquitecto Gustavo Monckeberg, siendo sepultado con los máximos honores militares en su tumba definitiva.

### Historial militar
- 1866: Cadete de la Escuela Militar de Hannover
- 1868: Alférez [Prusia]
- 1870: Teniente 2.º [Prusia]
- 1872: Teniente 1.º [Prusia]
- 1881: Capitán [Prusia]
- 1885: Mayor [Chile]
- 1888: Teniente coronel [Chile]
- 1891: Coronel [Chile]
- 1890: General de Brigada [Chile]
- 1895: General de división [Chile]